# Onoserideae
Onoserideae Panero & V.A.Funk, 2007 è una tribù di piante spermatofite dicotiledoni appartenenti alla famiglia Asteraceae (sottofamiglia Mutisioideae).
Il nome scientifico di questa tribù è stato definito per la prima volta dai botanici contemporanei americani José L. Panero  (1959-) e Victoria Ann Funk  (1947-) nella pubblicazione "Phytologia; Designed to Expedite Botanical Publication. New York - 89(3): 359. 2007 [Dec 2007]" del 2007.

## Descrizione
Le specie di questa tribù hanno un habitus erbaceo annuale o perenne o arbustivo. Sono presenti specie dioiche. Queste piante sono prive di lattice.
Le foglie lungo il caule sono disposte in modo alternato. La lamina può essere intera o dentata a forma lineare-spatolata; in alcune specie ha delle forme sagittate o astate. Sono presenti anche foglie radicali.
Le infiorescenze in genere sono composte da capolini solitari (infiorescenze scapose) oppure da corimbi o racemi con pochi capolini. I capolini di tipo radiato o disciforme o discoide e sono formati da un involucro composto da diverse squame (o brattee) al cui interno un ricettacolo fa da base a fiori tubulosi (del disco) e quelli ligulatii (fiori del raggio). Le dimensioni dei capolini sono da medie a grandi. L'involucro ha la forma da campanulata a emisferica con brattee embricate. Il ricettacolo è privo di pagliette ed è alveolato.
I fiori sono tetraciclici (a cinque verticilli: calice – corolla – androceo – gineceo) e in genere pentameri (ogni verticillo ha 5 elementi). I fiori, da pochi a molti, eteromorfi (con forme diverse) o omomorfi (a forme tutte uguali), in genere sono ermafroditi (quelli periferici) e fertili oppure funzionalmente maschili (quelli interni).
- Formula fiorale:

*/x K {\displaystyle \infty }, [C (5), A (5)], G 2 (infero), achenio
- Calice: i sepali del calice sono ridotti ad una coroncina di squame.
- Corolla: il colore delle corolle è rosso, arancio, purpureo, rosa o bianco. Le corolle dei fiori del raggio (quelli periferici - fiori zigomorfi) sono bilabiate con tre denti sul labbro esterno e 1 - 2 denti su quello interno. Le corolle dei fiori del disco (quelli più interni - fiori actinomorfi) hanno 5 denti; i lobi possono essere da corti a lunghi, uguali o ineguali in lunghezza.
- Androceo: l'androceo è formato da 5 stami con filamenti liberi e antere saldate in un manicotto circondante lo stilo.[9] Le antere in genere hanno una forma sagittata con appendici apicali acute. Le teche sono calcarate (provviste di speroni) e provviste di code. Il polline normalmente è tricolporato a forma sferica (può essere microechinato).
- Gineceo: il gineceo ha un ovario uniloculare infero formato da due carpelli.[9]. Lo stilo è unico e con due stigmi. Gli apici degli stigmi sono arrotondati e sono ricoperti da piccole papille (sulla parte abassiale). L'ovulo è unico e anatropo.

I frutti sono degli acheni con pappo. La forma degli acheni è fusiforme o cilindrica (raramente è compressa); le pareti possono essere costate e sono glabre o sericee. Il carpoforo (o carpopodium) è uno stretto anello o corto cilindro oppure è assente. Il pappo (raramente è assente) è formato da setole disposte su alcune serie (in alcuni casi sono uniseriate), sono barbate o piumose del tutto o a volte sono subpiumose solo apicalmente, ed è direttamente inserito nel pericarpo o connato in un anello parenchimatico posto sulla parte apicale dell'achenio.

## Biologia
- Impollinazione: l'impollinazione avviene tramite insetti (impollinazione entomogama tramite farfalle diurne e notturne).
- Riproduzione: la fecondazione avviene fondamentalmente tramite l'impollinazione dei fiori (vedi sopra).
- Dispersione: i semi (gli acheni) cadendo a terra sono successivamente dispersi soprattutto da insetti tipo formiche (disseminazione mirmecoria). In questo tipo di piante avviene anche un altro tipo di dispersione: zoocoria. Infatti gli uncini delle brattee dell'involucro si agganciano ai peli degli animali di passaggio disperdendo così anche su lunghe distanze i semi della pianta.

## Distribuzione e habitat
La distribuzione delle specie di questa tribù è relativa alle Ande e alla parte meridionale del Sud America.

## Tassonomia
La famiglia di appartenenza di questa voce (Asteraceae o Compositae, nomen conservandum) probabilmente originaria del Sud America, è la più numerosa del mondo vegetale, comprende oltre 23.000 specie distribuite su 1.535 generi, oppure 22.750 specie e 1.530 generi secondo altre fonti (una delle checklist più aggiornata elenca fino a 1.679 generi). La famiglia attualmente (2021) è divisa in 16 sottofamiglie.

### Filogenesi
La sottofamiglia Mutisioideae, nell'ambito delle Asteraceae occupa una posizione "basale" (si è evoluta precocemente rispetto al resto della famiglia) ed è molto vicina alla sottofamiglia Stifftioideae. La tribù Onoserideae nell'ambito della sottofamiglia occupa una posizione "basale" (è il primo gruppo ad essersi diviso).
Nelle precedenti classificazioni tutte le specie della tribù erano descritte all'interno della sottotribù Gochnatiinae, tribù Mutisieae e subfamiglia Carduoideae (Cabrera 1977). Più recentemente ancora sono anche state descritte nella sottotribù Mutisiinae (Cass.) Dumort. Attualmente nell'ambito del progetto Angiosperm Phylogeny Group questo gruppo ha acquisito l'attuale configurazione tassonomica.
I caratteri diagnostici per questa tribù sono:
- le brattee dell'involucro sono disposte in modo embricato;
- le corolle sono spesso vivacemente colorate;
- le corolle dei fiori del raggio hanno una forma bilabiata (raramente sono assenti);
- le corolle dei fiori del disco hanno una forma tubolare con 5 lobi uguali o ineguali in lunghezza;
- le appendici apicali delle antere sono troncate o acute;
- le teche sono provviste di speroni e di code;
- gli apici dello stilo (stigmi) sono arrotondati, glabri e raramente papillosi;
- la forma degli acheni è da ellittica a spiralata con superficie glabra o pubescente;
- il pappo è formato da 2 - 4 serie di setole.

Il numero cromosomico delle specie di questo gruppo varia 2n = 18 a 2n = 72.

### Elenco dei generi
La tribù comprende 8 generi e 53 specie.
| Genere                             | N. specie                                                              | Distribuzione                              | Descrizione |
| ---------------------------------- | ---------------------------------------------------------------------- | ------------------------------------------ | --- |
| Aphyllocladus Wedd., 1855          | 4 spp.                                                                 | Bolivia, Cile e Argentina                  | Arbusti; foglie caduche; corolle periferiche bilabiate, quelle centrali tubolari con 5 profondi lobi; appendici apicali delle antere troncate; stigmi papillosi                    |
| Chucoa Cabrera, 1955               | 1 sp. (Chucoa ilicifolia Cabrera, 1955)                                | Endemismo del Perù                         | Il portamento è arbustivo; le corolle sono tubolari; i bracci dello stilo sono papillosi                                                                                           |
| Gypothamnium Phil., 1860           | 1 sp. (G. pinifolium Phil.)                                            | Cile e Argentina                           | Arbusti; foglie lineari; corolle periferiche bilabiate, quelle centrali tubolari con 5 profondi lobi; appendici apicali delle antere troncate; stigmi papillosi                    |
| Lycoseris Cass., 1824              | 11 spp.                                                                | America (centrale e meridionale)           | Arbusti dioici; corolle periferiche con raggi sublabiati, quelle centrali da tubolari a tubolari-bilabiate; stigmi papillosi                                                       |
| Onoseris Willd., 1803              | 31 spp.                                                                | America (centrale e meridionale)           | Erbe o subarbusti; foglie spesso rosulate; corolle tutte subbilabiate oppure quelle periferiche bilabiate, quelle centrali da tubolari a tubolari-bilabiate; stigmi papillosi      |
| Paquirea Panero & S.E.Freire, 2013 | 1 sp. (Paquirea lanceolata (H.Beltrán & Ferreyra) Panero & S.E.Freire) | Perù                                       | Portamento arbustivo; foglie con portamento a spirale nella parte distale; capolini discoidali; corolle profondamente 5-lobate; antere con appendici ottuse; acheni glabri.        |
| Plazia Ruiz & Pav., 1794           | 3 spp.                                                                 | Ande della Bolivia, Cile, Perù e Argentina | Arbusti; foglie raggruppate sulle cime dei rami; corolle periferiche bilabiate, quelle centrali tubolari-subcampanulate; appendici apicali delle antere troncate; stigmi papillosi |
| Urmenetea Phil., 1860              | 1 sp. (U. atacamensis Phil.)                                           | Cile e Argentina                           | Erbe perenni subscapose; corolle periferiche bilabiate, quelle centrali tubolari-bilabiate; stigmi papillosi                                                                       |

### Chiave per i generi
Per meglio comprendere ed individuare i vari generi della tribù l'elenco seguente utilizza il sistema delle chiavi analitiche:
- Gruppo 1A: le corolle dei fiori a disco sono poco profondamente 5-lobate (i lobi sono profondi meno di ⅓ della lunghezza della corolla);

- Gruppo 2A: le piante sono dioiche (sono presenti capolini con fiori solo femminili o solo maschili);

- Lycoseris

- Gruppo 2B: le piante sono bisessuali (i capolini hanno sia fiori femminili che ermafroditi o i fiori sono tutti ermafroditi);

- Gruppo 3A: la forma dei capolini è radiale o discoide; le corolle dei fiori marginali, quando sono presenti, hanno colori viola o porpora;

- Onoseris

- Gruppo 3B: la forma dei capolini è radiale; le corolle dei fiori marginali hanno colori bianchi o rosa;

- Urmenetea

- Gruppo 1B: le corolle dei fiori a disco sono profondamente 5-lobate con lobi (½ – ⅓ della lunghezza della corolla);

- Gruppo 4A: gli acheni sono glabri;

- Gruppo 5A: la forma dei capolini è radiale; i fiori sono dimorfici; le foglie sono disposte a spirale;

- Plazia

- Gruppo 5B: la forma dei capolini è discoide; i fiori sono isomorfici; le foglie sono disposte in modo alterno;

- Paquirea

- Gruppo 4B: gli acheni sono pubescenti;

- Gruppo 6A: i fusti sono densamente ricoperti di foglie; le foglie sono disposte a spiral, ed hanno la lamina filiforme;

- Gypothamnium

- Gruppo 6B: i fusti appaiono spogli; le foglie hanno una disposizione alterna o opposta, sono piccole da lineari a obovate o minute e deltoidi;

- Aphyllocladu

A questo elenco va aggiunto il genere Chucoa di recente inclusione.

## Alcune specie

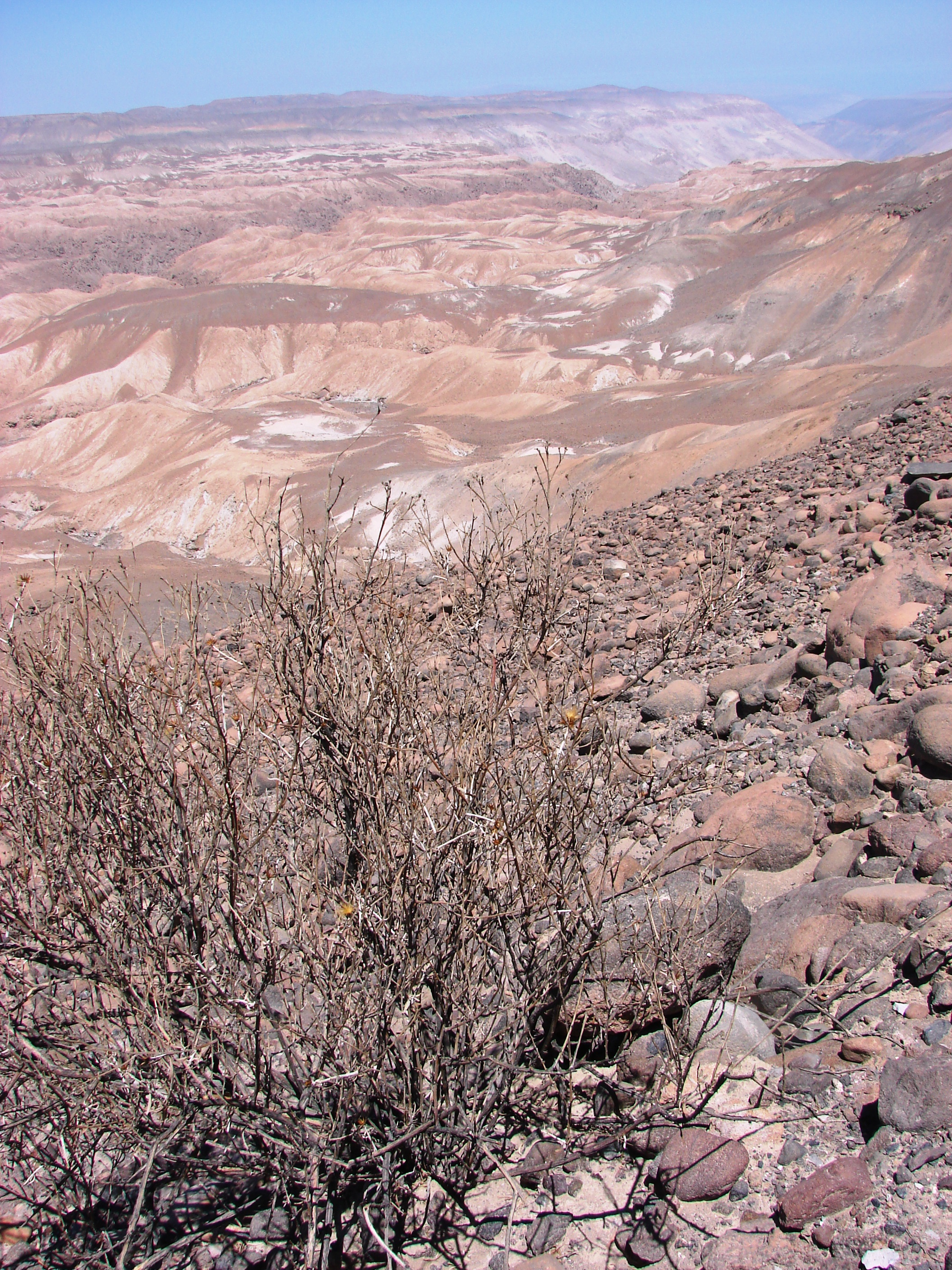
Aphyllocladus denticulatus
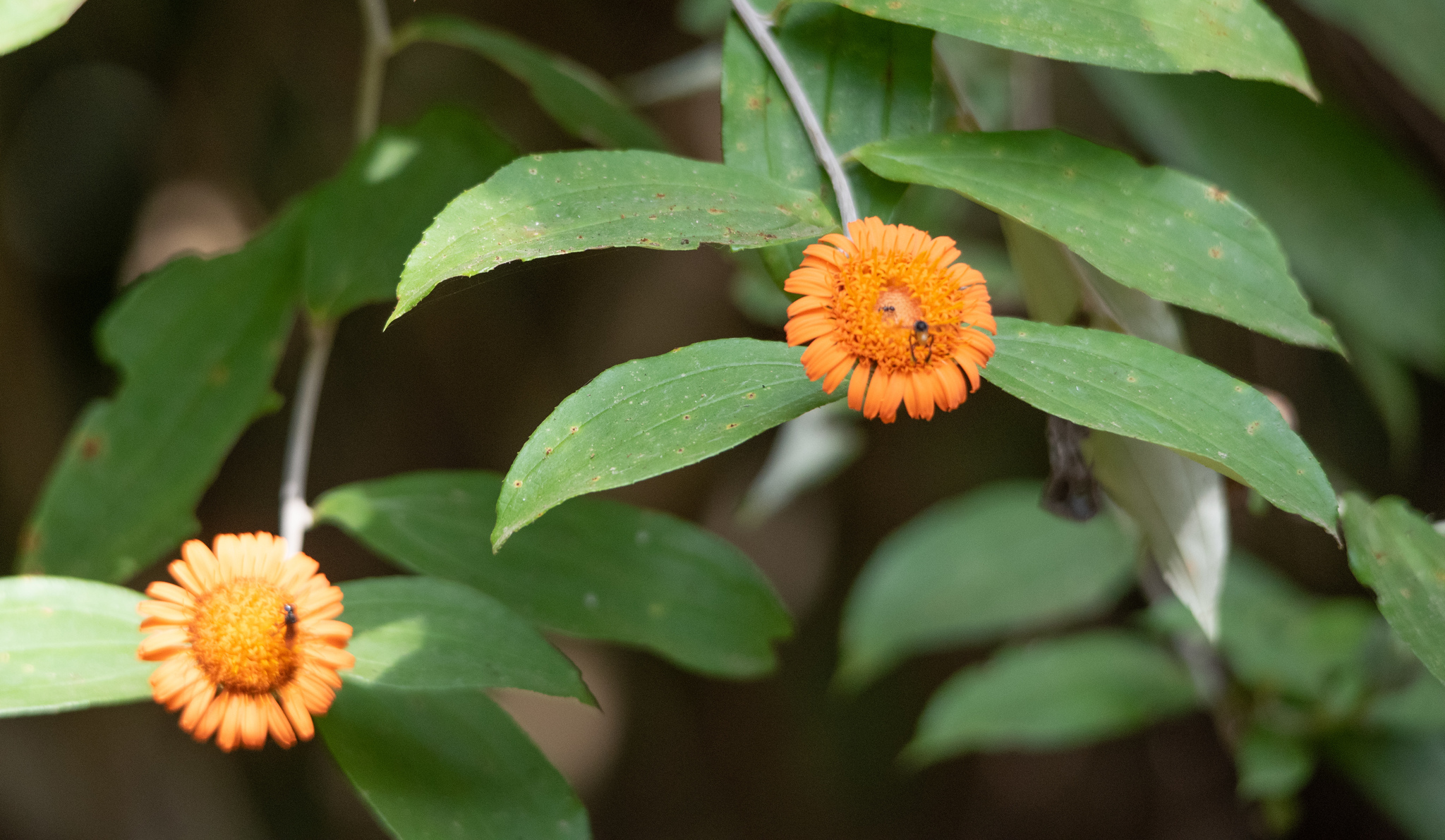
Lycoseris triplinervia
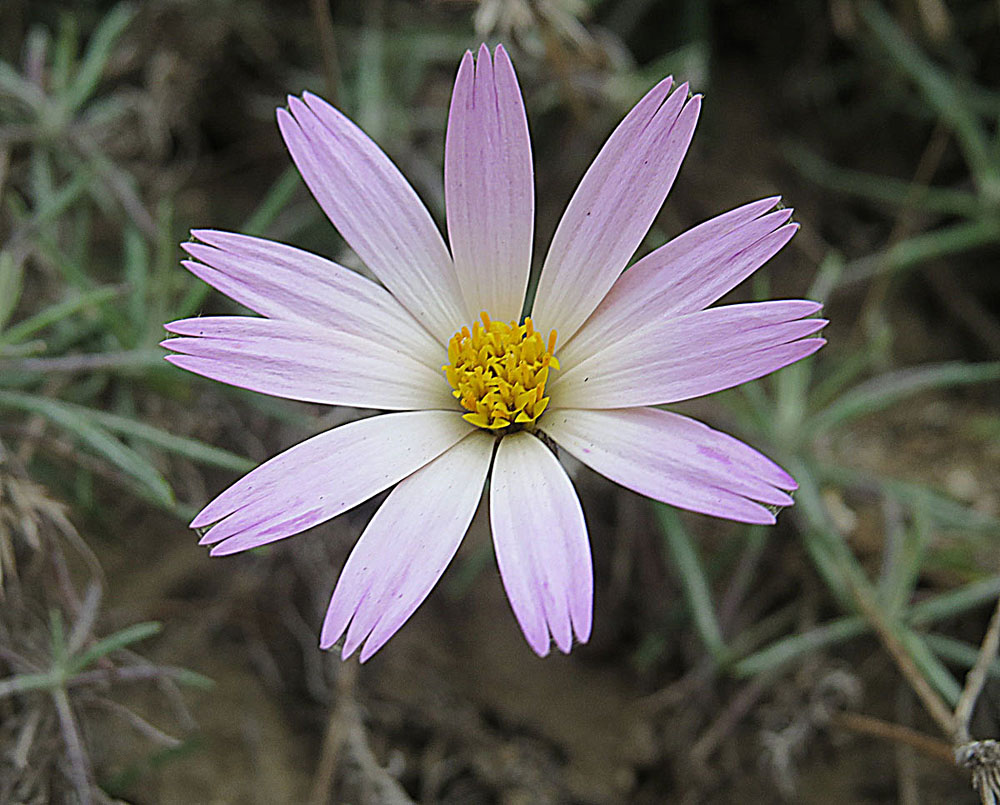
Onoseris hyssopifolia
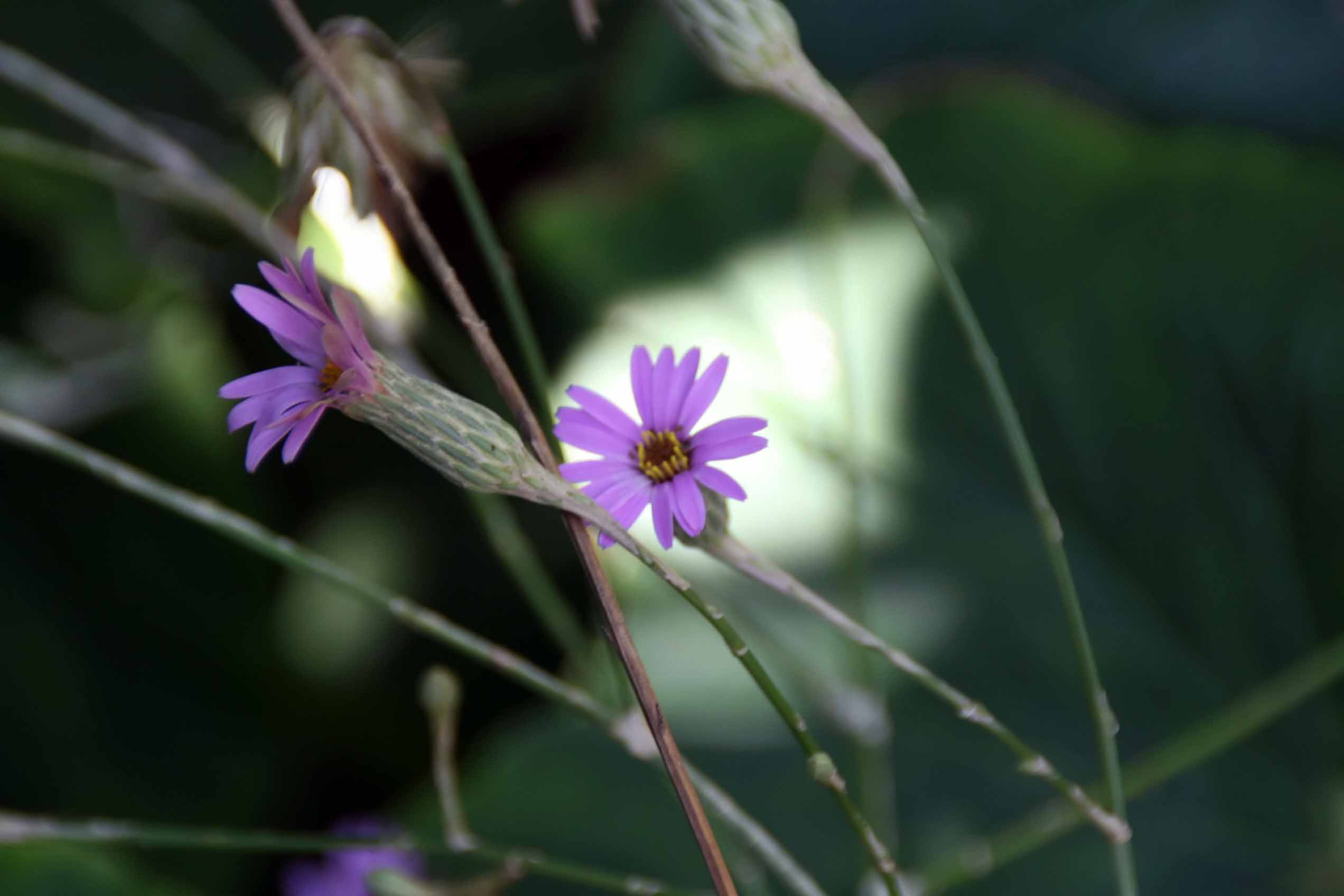
Onoseris alata
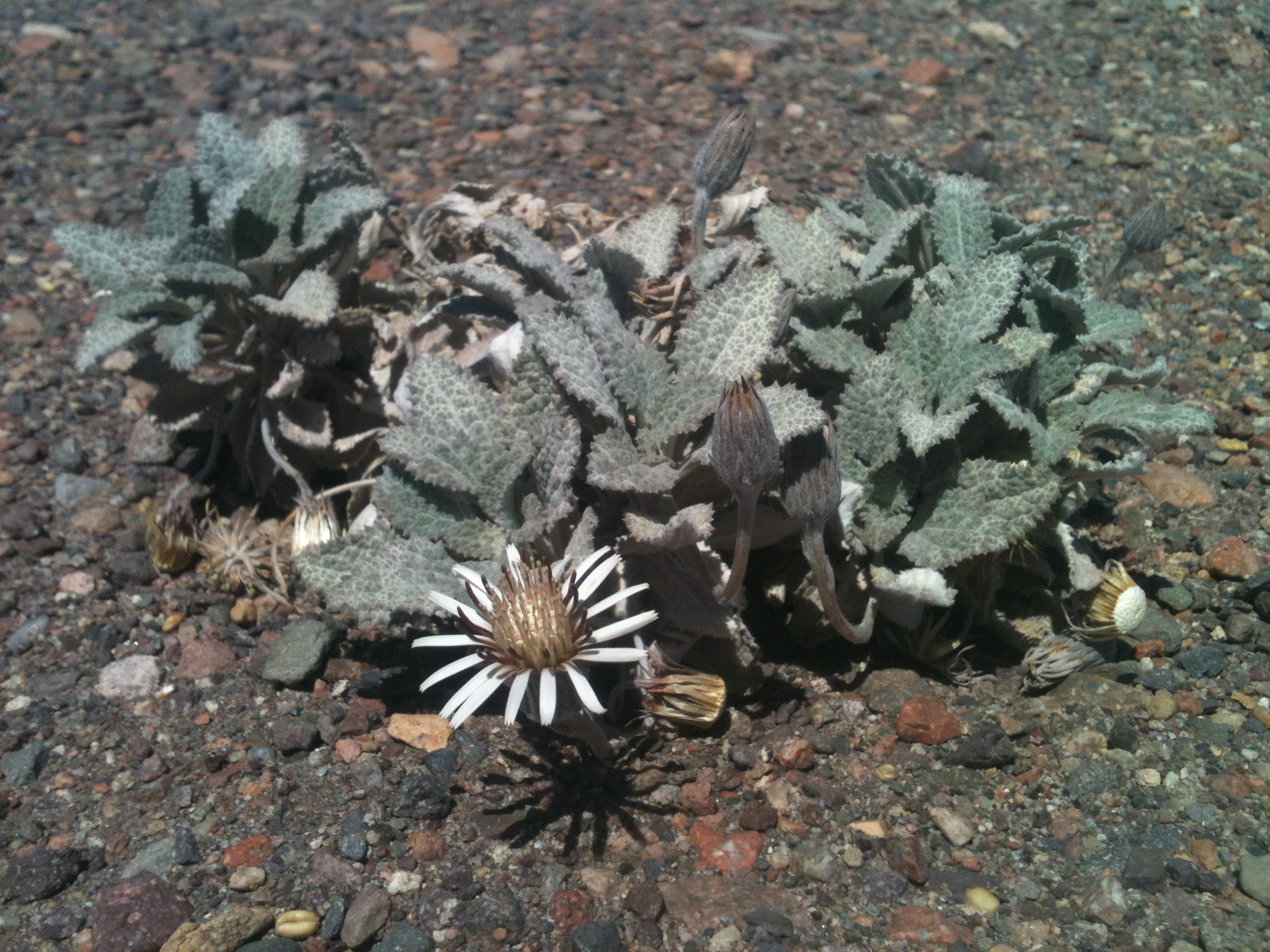
Urmenetea atacamensis